# Yến (đo lường)
Trong khoa đo lường, yến là đơn vị đo khối lượng thuộc hệ đo lường cổ Việt Nam, hiện nay tương đương với 10 kilôgam, được sử dụng trong giao dịch đời thường ở Việt Nam.
Một yến cũng bằng 10 cân, 1/10 tạ và bằng 1/100 tấn.
Theo trước kia, giá trị của yến trong hệ đo lường cổ của Việt Nam là 6,045 ftkg.